# Inverness, Stocksund

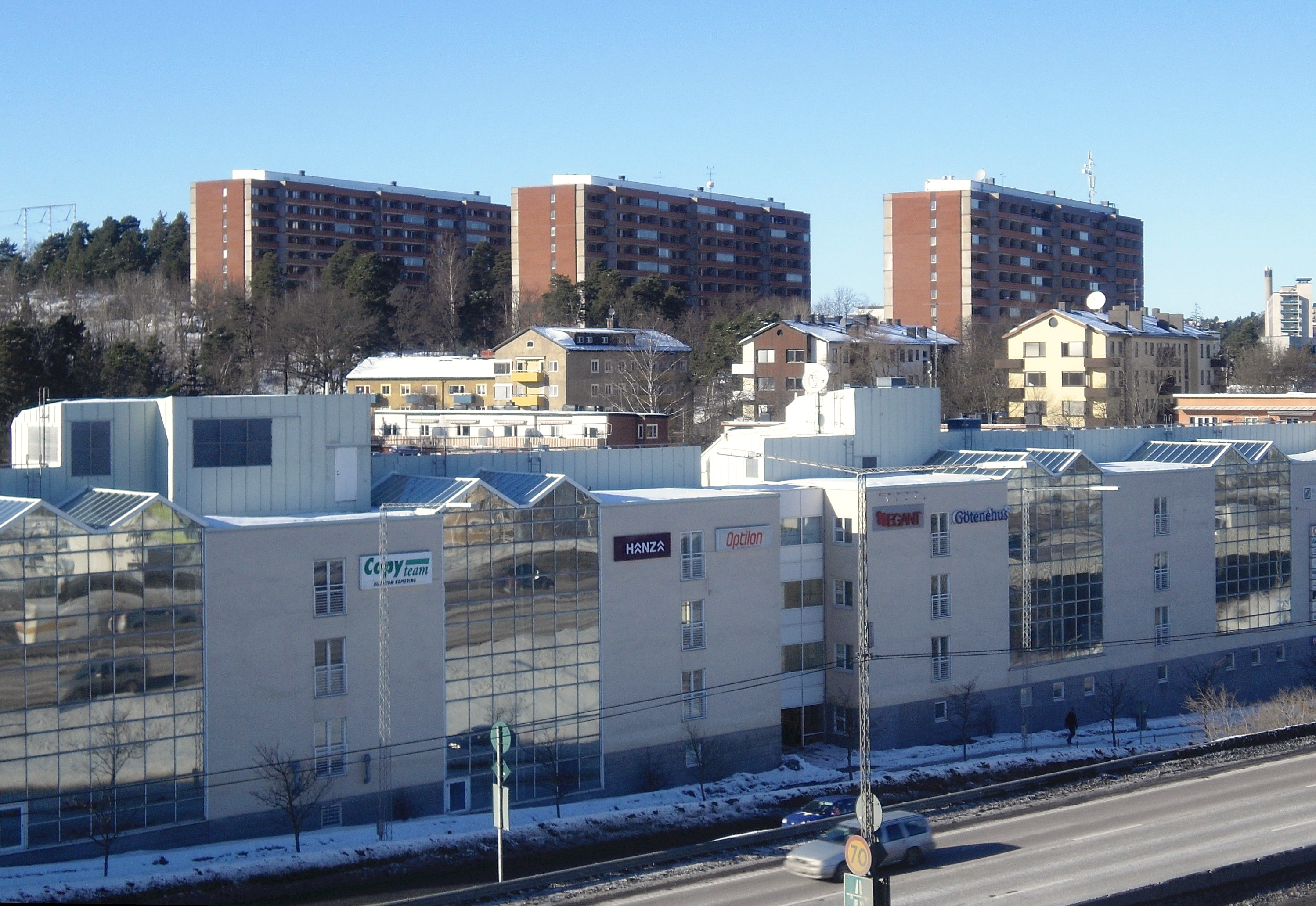
Invernessområdet, sett från Sikreno. I bakgrunden syns Mörbylund, 2010.

Inverness är ett bostadsområde i kommundelen Stocksund i Danderyds kommun strax norr om Stockholm. Bostadsområdet ligger intill Edsviken söder om Danderyds sjukhus, omedelbart väster om Roslagsvägen, E18. 

## Namnet

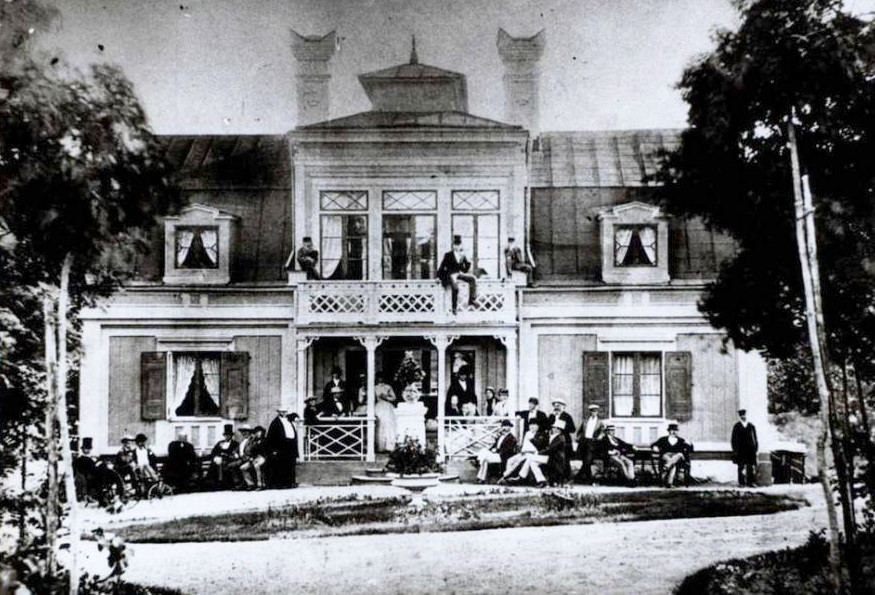
Villa Inverness på 1860-talet.

Namnet, som antyder en koppling till Skottland, finns dokumenterat så tidigt som 1831. Ursprunget är inte känt.
En vanlig men felaktig förklaring till namnet är att skeppsredaren Axel Johnson, som var ägare till villa Inverness på 1880-talet, ska ha haft en fru som härstammade från Skottland. Axel ska då ha låtit området uppkallas efter fruns hemstad – Inverness. Axel Johnsons hustru hette emellertid Annie Wietling och härstammade från Tyskland, och namnet Inverness var dokumenterat redan sextio år tidigare.
En annan teori, som har framförts av journalisten och stockholmskännaren Martin Stugart, är att området tidigare kan ha hetat Ingvarsnäs och att en grupp engelsmän som arbetade där hade svårt att uttala det namnet. 

## Historik
Villa Inverness låg nere vid Edsvikens vatten och har genom åren varit en exklusiv sommarbostad åt flera kända personer. På en bild från 1868 ser man författaren August Blanche som var på fest hos grosshandlaren Fredrik Norbin. Huset stod kvar fram till 1936–1937.
Affärsmannen Torsten Ax:son Johnson övertog bland annat villa Inverness efter sin far Axel Johnson år 1910 och styckade 1926 marken för villatomter. År 1929 startade han tillsammans med sin bror Harry Ax:son Johnson bryggeriet Inverness brunn i ett numera rivet stall vid nuvarande Klostervägen 1. Bryggeriet lades ner 1945. Idag påminner kvarteren Brunnen och Fabriken om den tidigare verksamheten.
Området tillhörde tidigare Danderyds landskommun. Det inkorporerades i Stocksunds köping år 1942, tillsammans med området Sikreno som ligger omedelbart öster om Inverness. De båda områdena bebyggdes på 1930-talet med flerfamiljshus i funkisstil. Under 1990-talet byggdes kontorshus i Invernessområdet, utmed E18.